# Czułe słówka (powieść)
Czułe słówka – amerykańska powieść z 1975 napisana przez Larry’ego McMurtry’ego.
Powieść została sfilmowana w 1983. Film zdobył pięć Oscarów, w tym dla Jamesa L. Brooksa za najlepszy scenariusz adaptowany oraz cztery Złote Globy.

„Czułe słówka” to zabawna i zarazem gorzka opowieść o matce i córce, które nieustannie walcząc ze sobą, nie potrafią bez siebie żyć.